# Chaperia polygonia
Chaperia polygonia är en mossdjursart som beskrevs av Arnold Girard Kluge 1914. Chaperia polygonia ingår i släktet Chaperia och familjen Chaperiidae. Inga underarter finns listade i Catalogue of Life.